# 김양희 (성우)
김양희(1963년 7월 6일 ~ 2006년 3월 3일)는 대한민국의 성우이다. 1986년 KBS 20기로 입사했으며 한국방송 성우극회 소속이다.

## 주요 출연작품

### 영화
- 무기여 잘 있거라(KBS) - 간호사(마르셀 코데이)
- 스플래시 (KBS) - 술집 여성(질 제이콥슨)
- 버디 (KBS) - 도리스(마우드 윈체스터) / 셜리(산드라 벨)

### TV방송
- 퀴즈탐험 신비의 세계 (KBS) - 1992년 4월 23일 출연
- 토요미스테리 극장 - 미스테리 심야의 초대 (SBS) - 1997년 6월 14일 ~ 1997년 9월 27일, 1998년 1월 17일 ~ 출연